# Konstanze von Sizilien

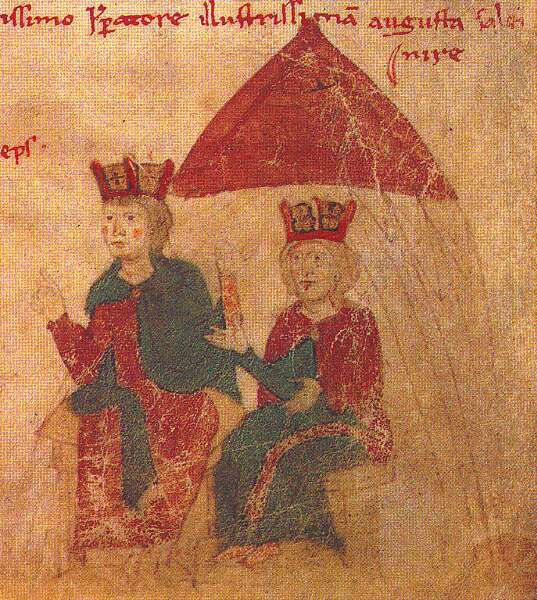
Heinrich VI. und Konstanze von Sizilien (aus Liber ad honorem Augusti des Petrus de Ebulo, 1196)

Konstanze von Sizilien, auch Konstanze I. (normannisch Constance d’Hauteville, italienisch Costanza I di Sicilia oder Costanza d’Altavilla; * 1154; † 27. November 1198 in Palermo), war von 1194 bis 1198 Königin von Sizilien aus eigenem Recht und die letzte Angehörige des Hauses Hauteville auf dem sizilianischen Thron. Sie wurde nach dem Tode ihres Vaters Roger II. von Sizilien von dessen dritter Ehefrau Beatrix von Rethel geboren. Als seine Erbtochter wurde sie später Königin Siziliens. Als Ehefrau des Kaisers Heinrich VI. wurde sie zur Kaiserin und Mutter des späteren Kaisers Friedrich II.

## Leben
Konstanze war bereits unübliche 30 Jahre alt, als sie verlobt wurde. Dies gab später zu Mutmaßungen Anlass, sie habe, da sie Nonne gewesen sei, päpstlichen Dispens benötigt, aber auch, dass sie äußerst hässlich gewesen sei.
Nach dem Tod der männlichen Familienmitglieder wurde Konstanze zur Erbin des Königreichs. Ihr Vater war bereits vor ihrer Geburt gestorben, von seinen fünf Söhnen war nur noch der jüngste am Leben: Wilhelm I. selbst starb 1166 und hinterließ auch nur einen minderjährigen Sohn, Wilhelm II., der kinderlos blieb.
Warum Wilhelm so lange wartete, um einen Ehemann für seine Tante zu finden, ist nicht bekannt. Auch ist nicht eindeutig geklärt, warum er am Ende Heinrich auswählte, den Sohn und Erben des Kaisers Friedrich Barbarossa, da die sizilianischen und deutschen Herrscher lange Zeit verfeindet gewesen waren. Der Papst, ebenso ein Gegner der Kaiser, konnte es nicht befürworten, das große Königreich im Süden in deutscher Hand zu sehen, weil der Kirchenstaat sich dann in einer Klammer zwischen Deutschland und dem Normannenreich befunden hätte. Auch unter den Adligen des Reiches regte sich Widerstand gegen diese Lösung.
Dennoch wurde Konstanze 1184 mit Heinrich verlobt und am 27. Januar 1186 in Mailand mit ihm verheiratet. Wilhelm ließ den Adel und die wichtigen übrigen Männer seines Hofes versprechen, Konstanzes Nachfolge anzuerkennen, falls er ohne direkte Erben sterben sollte. Nach seinem unerwarteten Tod 1189 bemächtigte sich dann sein Vetter Tankred von Lecce des Throns – Tankred war unehelich, hatte aber die Unterstützung der meisten wichtigen Männer des Königreichs.
Konstanzes Schwiegervater Friedrich Barbarossa starb 1190, im Folgejahr (15. April) wurden Heinrich und Konstanze zu Kaiser und Kaiserin gekrönt. Unmittelbar danach ging Heinrich daran, seinen doppelt, reichsrechtlich und erbrechtlich begründeten Anspruch auf das sizilische Regnum gegen Tankreds Usurpation durchzusetzen. Der Konflikt mit Heinrich dem Löwen und der Tod seines Vaters hatten das Unternehmen verzögert. Während dieses ersten, aufgrund einer bei der Belagerung von Neapel ausgebrochenen Seuche gescheiterten Versuchs Heinrichs zur Invasion Siziliens geriet Konstanze durch einen Aufstand in Salerno in die Gefangenschaft Tankreds, der sie allerdings auf Intervention Papst Coelestins III. freiließ und in die Obhut des Papstes überstellte. Auf dem Weg nach Rom entkam sie und kehrte an Heinrichs Hof zurück. Nach dem überraschenden Tod Tankreds (Februar 1194) und der Aussöhnung mit Heinrich dem Löwen (März 1194) gelang Heinrich mithilfe des gewaltigen Lösegeldes für die Freilassung des seit 1192 gefangen gehaltenen Richard Löwenherz (Februar 1194) die Eroberung des sizilischen Königreiches schließlich doch noch. Im selben Jahr noch zog er nach Süden, bemächtigte sich der Witwe und Kinder Tankreds, setzte dessen jungen Sohn Wilhelm III. ab und sich selbst auf den Thron. Am Weihnachtstag 1194 wurde er zum König des sizilischen Regnum gekrönt.
Während Heinrich schnell nach Süden zog, folgte ihm Konstanze aufgrund ihrer Schwangerschaft langsamer. Am 26. Dezember, einen Tag nach Heinrichs Krönung in Palermo, kam sie in der Kleinstadt Jesi bei Ancona mit dem späteren Kaiser Friedrich II. nieder.
Konstanze war bei der Geburt bereits 40 Jahre alt und hatte erst nach neunjähriger Ehe einen Thronerben geboren. Gegner der Staufer streuten daher alsbald Zweifel an der Rechtmäßigkeit der Geburt aus, die in den späteren Quellen mit immer phantastischeren Einzelheiten ausgeschmückt wurden. So soll nach Albert von Stade mit medizinischen Mitteln eine Scheinschwangerschaft herbeigeführt worden und dann ein seinen Eltern geraubter Säugling untergeschoben worden sein. Friedrichs wahrer Vater sei nach unterschiedlichen Angaben Arzt, Müller oder Falkner gewesen. Nach Ricordano Malispini habe Konstanze in Erwartung solcher Zweifel Friedrich in einem Zelt auf dem Marktplatz des Ortes zur Welt gebracht, mit den Frauen des Ortes als Zeuginnen. Einige Tage später sei sie auf den Marktplatz zurückgekehrt, um das Kind öffentlich zu stillen. Keine dieser Legendenbildungen hält jedoch moderner Quellenkritik stand. Bedeutung haben sie nur als Quellen für die antistaufische Propaganda, wie umgekehrt die enkomiastischen Darstellungen, mit denen Petrus de Ebulo und der anonyme Verfasser der Gesta Heinrici VI auf die Geburt des Thronfolgers reagieren, die staufische Herrschaftsrepräsentation dokumentieren. Konstanze übergab auf Anweisung Heinrichs ihren Sohn der Gemahlin Konrads von Urslingen, Herzog von Spoleto, zur Erziehung, an dessen Hof in Foligno dieser seine ersten dreieinhalb Lebensjahre verbrachte. Sie selbst zog nach Süditalien, denn sie war als Regentin des sizilischen Regnum vorgesehen. Nach Aufdeckung und Zerschlagung einer Adelsverschwörung, in die Tankreds Witwe und ihr Sohn Wilhelm III. verwickelt waren, wurde auf dem Hoftag zu Bari (Ostern 1195) die Regierung des Regnum neu geordnet. Konstanze wurde hier oder wenig später in Palermo zur Königin gekrönt und mit der Regentschaft beauftragt, bei deren Wahrnehmung sie von Walter von Pagliara, dem Bischof von Troia, als Kanzler und Konrad von Urslingen als Vicarius, beide bewährte Parteigänger Heinrichs, sowie einem Kreis von Vertrauten, zu denen die Erzbischöfe von Palermo und Capua zählten, unterstützt wurde. Sie konnte sich weiterhin auf den normannischen Verwaltungsapparat stützen. Entschieden trat sie den Versuchen Papst Coelestins III. entgegen, gestützt auf den Lehnsvertrag mit Tankred von 1192 in die Verhältnisse des sizilischen Regnum eigenmächtig einzugreifen. Wie Heinrich betonte auch sie die enge Zusammengehörigkeit Siziliens und des Reiches.

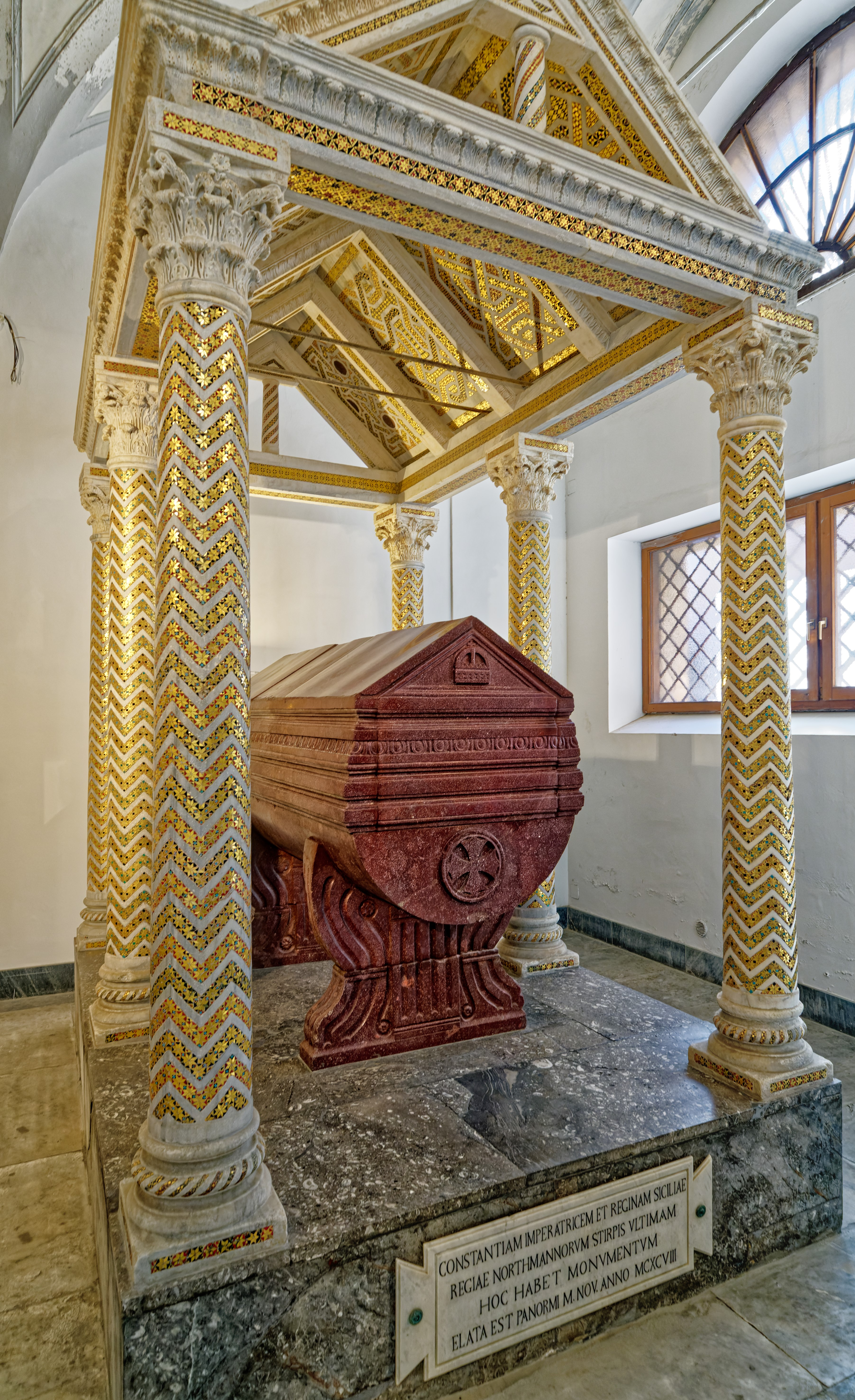
Porphyrsarkophag von Konstanze in der Kathedrale von Palermo

Heinrich starb unvermutet 1197. Konstanze widmete sich nun der Herrschaftssicherung für sich und ihren Sohn in dem schwierigen Umfeld, in dem jetzt die Staufergegner und der Papst wieder die Oberhand zu gewinnen drohten. In realistischer Einschätzung der Machtverhältnisse gedachte sie, sich zunächst auf die Sicherung des sizilischen Regnum und die Verteidigung ihrer Unabhängigkeit in der ererbten Herrschaft zu beschränken. Sie ließ daher den dreijährigen Friedrich aus dem Herzogtum Spoleto nach Sizilien bringen, setzte ihn zunächst als Mitregenten ein und ließ ihn am 17. Mai 1198 in Palermo zum König von Sizilien krönen. Die Knoten, die Heinrich VI. zwischen der Regierung Siziliens und des Reiches geknüpft hatte, löste sie im Namen seines Sohnes auf. Auch verzichtete sie auf seinen Anspruch auf die deutsche Krone und stellte ihn unter den Schutz des Papstes Innozenz III. Um ihre Position zu stärken, verbannte sie die unpopulären landesfremden Parteigänger Heinrichs wie Walter von Pagliara, Markward von Annweiler und Konrad von Urslingen, zumal diese jetzt eigene Machtinteressen zu verfolgen schienen, aus dem Regnum. Markward wurde schließlich sogar geächtet. Ihren Sohn ließ sie als Sizilianer erziehen und erstrebte für ihn vorrangig die Position als König von Sizilien, ohne allerdings ihren eigenen Kaisertitel aufzugeben. Auch auf seinen Titel als rex Romanorum verzichtete sie erst mit dessen Krönung in Palermo unter dem Eindruck der Wahl Philipps von Schwaben, als es darum ging, eine Spaltung des staufischen Anhangs zu vermeiden. In klarer Erkenntnis der Tatsache, dass sie nunmehr weit stärker als bisher darauf angewiesen sei, sich mit dem Papsttum zu arrangieren, nahm Konstanze nach dem Tode ihres Mannes unverzüglich Verhandlungen mit dem Heiligen Stuhl auf. Diese zogen sich allerdings hin und kamen erst nach dem Tode Coelestins III. unter dessen Nachfolger Innozenz III. zum Abschluss. Die Unterzeichnung des Vertrags, in dem sie sich weitgehende Zugeständnisse hatte abringen lassen müssen, die den Königen fast jeden Einfluss auf die Kirche und die Besetzung kirchlicher Ämter im Regnum entzogen, erlebte Konstanze indes nicht mehr. Am 27. November 1198 starb sie überraschend im Alter von 44 Jahren. Sie wurde wie ihr Mann im Dom von Palermo in einem Sarkophag aus Porphyr unter einem von sechs mit Mosaiken verzierten Säulen getragenen Baldachin beigesetzt. Die Regentschaft für ihren unmündigen Sohn, der damit Vollwaise geworden war und einer unsicheren Zukunft entgegensah, übernahm Papst Innozenz III., entschlossen, die sich bietende Gelegenheit zur Durchsetzung der Interessen des Papsttums nicht ungenutzt verstreichen zu lassen.

## Rezeption
Dante versetzt Konstanze in seiner Göttlichen Komödie ins Paradies (womit er die Geschichte, sie sei eine Nonne gewesen, unterstützte):
| E quest’altro splendor che ti si mostra da la mia destra parte e che s’accende di tutto il lume de la spera nostra, ciò ch’io dico di me, di sé intende; sorella fu, e così le fu tolta di capo l’ombra de le sacre bende. Ma poi che pur al mondo fu rivolta contra suo grado e contra buona usanza, non fu dal vel del cor già mai disciolta. Quest’è la luce de la gran Costanza che del secondo vento di Soave generò ’l terzo e l’ultima possanza. | Der andre Glanz, der mir zur Rechten dich So freudig hell bestrahlt, denn er entzündet In unsrer Sphäre ganzem Schimmer sich, Versteht von sich, was ich von mir verkündet. Denn man entriß, wie meinem, ihrem Haupt Den Schleier, der der Nonnen Stirn umwindet. Doch, ob man Rückkehr ihr zur Welt erlaubt, Blieb doch ihr Herz bekrönt mit jenem Kranze, Den ihrer Stirn verruchte Tat geraubt. Sie ist das Licht der trefflichen Konstanze, Die mit dem zweiten Sturm aus Schwabenland Den dritten zeugt’, umstrahlt vom letzten Glanze. |

Der Schriftsteller Albert H. Rausch beschrieb das Leben der Königin in seinem biographischen Roman Die Kaiserin Konstanze (1935), den er unter dem Pseudonym Henry Benrath veröffentlichte.